# Hanna Glas
Hanna Glas (Sundsvall, 1993. április 16. –) svéd női válogatott labdarúgó. A Bayern München játékosa.

## Pályafutása

### Klubcsapatokban
2020. április 14-én 3 éves szerződést írt alá a Bayer München együttesével.

## Sikerei

### Klubcsapatokban
Német bajnok (1):
- Bayern München (1): 2021

### A válogatottban
Svédország
- Világbajnoki bronzérmes (1): 2019
- U19-es Európa-bajnoki bronzérmes (1): 2009
- Algarve-kupa győztes: 2018